# Ludvig Daniel Hass
Ludvig Daniel Hass (født 4. november 1808 i Ringsted, død 11. juli 1881 i København) var en dansk præst og politiker.
Han var søn af toldbetjent i København Peder Daniel Hass (1777-1842) og Elisabeth f. Wandler (1774-1846). Han blev student fra Metropolitanskolen 1826 og tog teologisk embedseksamen 1832. 1835 ansattes han som præst i Mjolden Sogn i Tønder Amt, men 1840 tog han sin afsked for i Det Danske Missionsselskabs tjeneste at tage til Smyrna for at missionere mellem de derværende jøder. Her blev han med Christen Kold som medhjælper til året 1847, da han vendte tilbage, uden at det var lykkedes ham at udrette det mindste. Det næste år ansattes han som sognepræst i Hals, hvorfra han 1858 forflyttedes til Nibe. Han var en ivrig tilhænger af det grundtvigske parti, skrev som præst i Medolden flittig i Jacob Christian Lindbergs Nordisk Kirketidende og kom ikke sjældent på kant med autoriteterne ved den måde, hvorpå han optrådte imod dem, når han mente, der gjordes indgreb i hans egen eller andres frihed. Da han således 1852 havde foretaget en uberettiget konfirmation af 2 børn og skrevet en meget frimodig skrivelse til Kultusministeriet, gav dette ham valget mellem at betale 100 Rdl. i mulkt eller at blive tiltalt for en provsteret. Han truede da med at søge sin afsked, men sagen jævnedes dog, så han beholdt sit embede. Endnu mere bryderi voldtes der ham ved, at han, der var homøopat og nærede en fast tro til denne lægemetodes virkninger, ikke kunne lade være at hjælpe de mange, der fra nær og fjern søgte lægedom hos ham. Han blev derfor flere gange idømt mulkter og fængselsstraf for uberettiget lægevirksomhed og handel med medicin, i det mindste én gang (1849) endog 6 gange 5 dages vand og brød. 1869 tog han sin afsked.
Hass var tillige en ivrig politiker og havde i mange år sæde i Rigsdagen. 1852 valgtes han i Aalborg Amts 1. kreds (Nørresundbykredsen) til Folketinget, hvor han genvalgtes flere gange til 1854. Han gik 1858 over til 5. kreds (Nibekredsen), hvor han dog faldt igennem 1861 ligesom ved rigsrådsvalget i Nørresundby 1864; men ved et omvalg samme år i Nibe lykkedes det ham at blive valgt til Rigsrådet. 1860 forelagde han et forslag om lægefrihed. Fra 1863-65 var han landstingsmand for 7. kreds (Aalborg og Hjørring Amter). Han deltog især i forhandlinger om kirke- og skolesager og søgte bestandig at bevirke, at der gaves både præster og lærere så stor frihed som muligt. Han døde 11. juli 1881.
Hass blev gift 1. gang 31. juli 1837 i Mjolden med Theodora Cathrine Iversen (29. december 1813 i Lydersholm i Burkal Sogn – 3. december 1845 i Smyrna), datter af gårdejer Thomas Iversen (1785-1825) og Botille Ingwertsen. 2. gang ægtede han 3. oktober 1846 i Vor Frue Kirke Johanne Ipsen (24. november 1816 i København – 4. december 1883 sst.) datter af grosserer Mogens Ipsen (ca. 1776-1842) og Ane Catharina Hansen (ca. 1787-1853).
Han er begravet på Assistens Kirkegård. Der findes et portrætlitografi af Edvard Fortling 1842 efter maleri af C. Poulsen, Berlin.